# Пам'ятки Краматорська
У місті Краматорськ Донецької області на обліку перебуває 59 пам'яток історії та одна пам'ятка монументального мистецтва.

## Пам'ятки історії
| №   | Охороний номер | Найменування                                                                                 | Місцезнаходження                                                | Рік встановлення             | Автор                                                     | Рішення                                   | Фото |
| --- | -------------- | -------------------------------------------------------------------------------------------- | --------------------------------------------------------------- | ---------------------------- | --------------------------------------------------------- | ----------------------------------------- | ---- |
| 1   | 397            | Меморіал на честь радянських воїнів Південно-Західного фронту.                               | вул. Героїв України, 24.                                        | 1967 , рек. 1973, 1987       | Скульптор: Овоноліс                                       | 17.12.1969 № 724                          |      |
| 2   | 2884           | Могила Бухти В. М, воїна-афганця, єфрейтора.                                                 | вул. Аероклубна, цвинтар.                                       | 1982                         | -                                                         | 12.06.1991 № 210                          |      |
| 3   | 2892           | Могила Піскуна І. І, Героя Радянського Союзу.                                                | вул. Аероклубна, цвинтар.                                       | 1983                         | -                                                         | 12.06.1991 № 210                          |      |
| 4   | 2891           | Школа, у якій навчався народний артист УРСР Биков Л. Ф.                                      | вул. Івана Болкунова, школа № 6.                                | 1985                         | Скульптор: Бринь Л. А.                                    | 12.06.1991 № 210                          |      |
| 5   | 2937           | Могила Кудрявцева С. А, воїна-афганця, рядового.                                             | вул. Дружби, цвинтар.                                           | 1984                         | -                                                         | 12.06.1991 № 210                          |      |
| 6   | 2882           | Могила Лук'янова Ю. І, воїна-афганця, рядового.                                              | вул. Дружби, цвинтар.                                           | 1985                         | -                                                         | 12.06.1991 № 210                          |      |
| 7   | 2885           | Могила Мачнева А. О, воїна-афганця, рядового.                                                | вул. Дружби, цвинтар.                                           | 1984                         | -                                                         | 12.06.1991 № 210                          |      |
| 8   | 2888           | Могила Можари С. А, воїна-афганця, рядового.                                                 | вул. Дружби, цвинтар.                                           | 1984                         | -                                                         | 12.06.1991 № 210                          |      |
| 9   | 2889           | Могила Сокора І. Ю, воїна-афганця старшого, лейтенанта.                                      | вул. Дружби, цвинтар.                                           | 1985                         | -                                                         | 12.06.1991 № 210                          |      |
| 10  | 2879           | Могила Стасюка В. С, воїна-афганця, майора.                                                  | вул. Дружби, цвинтар.                                           | 1986                         | -                                                         | 12.06.1991 № 210                          |      |
| 11  | 2883           | Могила Товстограя І. О, воїна-афганця, рядового.                                             | вул. Дружби, цвинтар.                                           | 1983                         | -                                                         | 12.06.1991 № 210                          |      |
| 12  | 2890           | Могила Хлистуна І.В, воїна-афганця, лейтенанта.                                              | вул. Дружби, цвинтар.                                           | 1986                         | -                                                         | 12.06.1991 № 210                          |      |
| 13  | 2936           | Могила Цимбала В. М, воїна-афганця, рядового.                                                | вул. Дружби, цвинтар.                                           | 1983                         | -                                                         | 12.06.1991 № 210                          |      |
| 14  | 2935           | Могила Шацького Г. О, воїна-афганця, прапорщика.                                             | вул. Дружби, цвинтар.                                           | 1980 , рек. 1990             | -                                                         | 12.06.1991 № 210                          |      |
| 15  | 2019           | Пам'ятник воїнам-визволителям.                                                               | вул. Дружби, 2.                                                 | 1975                         | Автор: Роговець В. Є.                                     | 19.04.1983 № 280р                         |      |
| 16  | 399            | Братська могила радянських воїнів Південно-Західного фронту.                                 | вул. Олекси Тихого, 1.                                          | 1947 , рек. 1958, 1970, 1980 | Автор: С.Масюра                                           | 17.12.1969 № 724                          |      |
| 17  | 2018           | Братська могила учасників російсько-японської та громадянської війн.                         | вул. Олекси Тихого, 1.                                          | 1978                         | Автор: Древетняк Н. І., З. Базілевський                   | 19.04.1983 № 280р                         |      |
| 18  | 407            | Пам'ятник воїнам-землякам, робітникам станкобудівного заводу.                                | вул. Олекси Тихого, 1.                                          | 1970                         | Скульптор: Баранов Н. А.                                  | 5.09.1972 № 18                            |      |
| 19  | 405            | Братська могила жертв фашизму.                                                               | пр. Пестеля.                                                    | 1968 , рек. 1985             | -                                                         | 17.12.1969 № 724                          |      |
| 20  | 2016           | Школа, у якій навчався Лисенко Є. П., полковник, Герой Радянського Союзу.                    | вул. Райдужна, 13.                                              | 1980                         | Автор: Древетняк Н. І.                                    | 19.04.1983 № 280р                         |      |
| 21  | 401            | Братська могила радянських воїнів Південно-Західного фронту.                                 | вул. Танкістів.                                                 | 1948 , рек. 1985             | -                                                         | 17.12.1969 № 724                          |      |
| 22  | 2141           | Братська могила радянських льотчиків.                                                        | вул. Танкістів, Артемівський цвинтар.                           | 1985 , рек. 1990             | -                                                         | 12.06.1991 № 210                          |      |
| 23  | 2896           | Могила Боброва М. І, Героя Радянського Союзу.                                                | вул. Танкістів, Артемівський цвинтар.                           | 1952 рек. 1967               | -                                                         | 12.06.1991 № 210                          |      |
| 24  | 2894           | Могила Мільченка С. К, Героя Радянського Союзу.                                              | вул. Танкістів, Артемівський цвинтар.                           | 1967 , рек. 2005             | -                                                         | 12.06.1991 № 210                          |      |
| 25  | 2938           | Могила Степаненка Г. І, Героя Радянського Союзу.                                             | вул. Танкістів, Артемівський цвинтар.                           | 1989                         |                                                           | 12.06.1991 № 210                          |      |
| 26  | 2040           | Будинок, у якому знаходився підпільний шпиталь.                                              | вул. Дмитра Мазура, 5.                                          | 1976 , рек. 2003             | Автор: Древетняк Н. І.                                    | 19.04.1983 № 280р                         |      |
| 27  | 395            | Могила Бугайова А. Г., гвардії полковника.                                                   | вул. Шкільна, 1.                                                | 1946                         | -                                                         | 17.12.1969 № 724                          |      |
| 28  | 394            | Могила героя Радянського Союзу Лисенка Є. П.                                                 | вул. Шкільна, 1.                                                | 1947                         | -                                                         | 17.12.1969 № 724                          |      |
| 29  | 396            | Могила Сохрякова І. Ф., старшого лейтенанта.                                                 | вул. Шкільна, 1.                                                | 1953 , рек. 1985             | -                                                         | 17.12.1969 № 724                          |      |
| 30  | 392            | Братська могила червоногвардійців.                                                           | вул. Ясногірська.                                               | 1919 , рек. 1973             | -                                                         | 5.04.1973 № 18                            |      |
| 31  | 2886           | Могила Остапенка О. В, воїна-афганця, рядового.                                              | с-ще Веселе, цвинтар.                                           | 1985                         | -                                                         | 12.06.1991 № 210                          |      |
| 32  | 2895           | Могила Свідерського С. О, Героя Радянського Союзу.                                           | с-ще Жовтневий, цвинтар.                                        | 1978 , рек. 2005             | -                                                         | 12.06.1991 № 210                          |      |
| 33  | 2881           | Могила Бровенка О В, воїна-афганця, рядового.                                                | с-ще Іванівка, цвинтар.                                         | 1989                         | -                                                         | 12.06.1991 № 210                          |      |
| 34  | 2880           | Могила Ключки В. В, воїна-афганця, рядового.                                                 | с-ще Іванівка, цвинтар.                                         | 1984                         | -                                                         | 12.06.1991 № 210                          |      |
| 35  | 403            | Братська могила радянських воїнів Південно-Західного фронту.                                 | с-ще Новий Світ, вул. Кошевого, 18.                             | 1957 рек. 1995               | Автор: Базілевський                                       | 17.12.1969 № 724                          |      |
| 36  | 404            | Братська могила радянських воїнів Південно-Західного фронту і пам'ятник воїнам-землякам.     | Краматорська м/р, с. Семенівка, вул. Кооперативна, 8.           | 1957 рек. 1998р              | -                                                         | 17.12.1969 № 724                          |      |
| 37  | 2020           | Пам'ятник воїнам-землякам.                                                                   | Біленьківська сел./р, смт Біленьке, вул. Улянівська, 126.       | 1975 рек. 1989               | Архітектор: Нічеухін І. П.                                | 19.04.1983 № 280р                         |      |
| 38  | 2887           | Могила Масальського В. І, воїна-афганця, лейтенанта.                                         | Біленьківська сел./р, смт Біленьке, цвинтар.                    | 1984                         | -                                                         | 12.06.1991 № 210                          |      |
| 39  | 393            | Братська могила партизанів громадянської війни і радянських воїнів.                          | Красноторська сел./р, смт Красноторка, вул. Білгородська, 65.   | 1973                         | Автори: Древетняк Н. І., Білокуров В. Н., І. Базілевський | 12.02.1975 № 84                           |      |
| 40  | 402            | Братська могила радянських воїнів Південно-Західного фронту.                                 | Красноторська сел./р, смт Красноторка, вул. Київська.           | 1961                         | -                                                         | 17.12.1969 № 724                          |      |
| 41  | 400            | Братська могила радянських воїнів Південно-Західного фронту.                                 | Шабельківська сел./р, смт Шабельківка, вул. Волгодонська, 65.   | 1959                         | -                                                         | 17.12.1969 № 724                          |      |
| 42  | 2139           | Братська могила радянських воїнів.                                                           | Шабельківська сел./р, смт Шабельківка, вул. Полєтаєва, цвинтар. | 1985                         | -                                                         | 12.06.1991 № 210                          |      |
| 43  | 2893           | Братська могила радянських воїнів.                                                           | Шабельківська сел./р, смт Шабельківка, вул. Полєтаєва, цвинтар. | 1985                         | -                                                         | 12.06.1991 № 210                          |      |
| 44  | 2041           | Будинок, у якому збиралась підпільна група «Сімка».                                          | Ясногірська сел./р, смт Ясногірка, вул. Миколаївська, 155.      | 1967                         | Автор: Древетняк Н. І.                                    | 19.04.1983 № 280р                         |      |
| 45  | 1839           | Могила Кашабаєва Т. М., радянського воїна, і пам'ятник воїнам-землякам.                      | Ясногірська сел./р, смт Ясногірка.                              | 1979                         | Автор: В. Косенко                                         | 12.02.1975 № 84                           |      |
| 46  | 628            | Пам'ятник Бикову Л. Ф. Народному артисту УРСР, актору, режисеру                              | м. Краматорськ вул. Шкільна, біля БК ім Леніна                  | 11.04.2002                   | Архітектор: Гонтар С. О.                                  | 18.03.2005 Постанова Колегії упр. ультури |      |
| 47  | 629            | Могила Разумова О. Б,-воїна афганца                                                          | цвинтар селища Артемівський                                     | 1992                         |                                                           | 18.03.2005 Постанова Колегії упр. ультури |      |
| 48. | 419            | Пам'ятник Островському М., К — радянському письменнику.                                      | вул. Івана Болкунова, 1.                                        | 1949                         | -                                                         | 17.12.1969 № 724                          |      |
| 49. | 415            | Пам'ятник Куйбишеву В. В., державному діячу СРСР.                                            | вул. Дмитра Мазура, 6.                                          | 1953                         | Скульптор Нівєров А. Н.                                   | 17.12.1969 № 724                          |      |
| 50  | 414            | Пам'ятник В. І. Леніну (демонтовано 22.04.2015)                                              | вул. Шкільна, 1.                                                | 1957                         | Скульптор Баранов М. А., В. Г. Насеткін                   | 17.12.1969 № 724                          |      |
| 51  | 416            | Пам'ятник Орджонікідзе Г. К., державному діячу СРСР (демонтовано в 2010 р)                   | с-ще Новий Світ, вул. Центральна, 1.                            | 1957                         | Автор: Б. Кратко                                          | 17.12.1969 № 724                          |      |
| 52  | 411            | Пам'ятний знак на честь випуску першого панцерного потяга.                                   | вул. Конрада Гампера.                                           | 1957 Рек. 1975               | -                                                         | 17.12.1969 № 724                          |      |
| 53  | 406            | Пам'ятне місце виборів першої Ради робітничих, селянських і солдатських депутатів.           | вул. Тріумфальна, 6.                                            | 1957                         | Автор: Древетняк Н. І.                                    | 17.12.1969 № 724                          |      |
| 54  | 418            | Пам'ятник Чубарю В. Я., державному діячу СРСР (демонтовано)                                  | вул. Олекси Тихого, 1.                                          | 1970                         | Скульптор Баранов М. А.                                   | 5.09.1973 № 18                            |      |
| 55  | 410            | Будинок, у якому жив Курако М. К., російський вчений.                                        | вул. Дмитра Мазура                                              | 1957                         | -                                                         | 17.12.1969 № 724                          |      |
| 56  | 2053           | Будинок, у якому жив Сіркєн К. К., революціонер.                                             | вул. Центральна, 7.                                             | 1982                         | Автор: Н. І. Древетняк                                    | 22.02.1984 № 97                           |      |
| 57  | 2140           | Пам'ятний знак воїнам-землякам.                                                              | с-ще Василівка, вул. Молодіжна, 17.                             | 1985                         | -                                                         | 22.07.1987 № 338р                         |      |
| 58  | 409            | Будинок, у якому знаходився військовий шпиталь.                                              | пр. Земляний, 2.                                                | 1957                         | Автор: Н. І. Древетняк                                    | 17.12.1969 № 724                          |      |
| 59  | 2017           | Будинок, у якому працював Борзенко Сергій Олександрович, журналіст, Герой Радянського Союзу. | вул. Академічна, 38.                                            | 1989                         | Автор: Брінь                                              | 19.04.1983 № 280р                         |      |

## Пам'ятки монументального мистецтва
| № пп | Охорон. номер | Найменування пам'ятки                           | Місцезнаходження пам'ятки | Рік встановлення | Автор                                                                | Рішення                                                                          |
| ---- | ------------- | ----------------------------------------------- | ------------------------- | ---------------- | -------------------------------------------------------------------- | -------------------------------------------------------------------------------- |
| 1.   | 412           | Пам'ятник В. І. Леніну (демонтовано 17.04.2015) | м. Краматорськ, пл. Миру. | 1970             | Скульптор: Костін В. М. Архітектори: Вігдергауз П. М., Яковлєв Н. К. | Постанова ЦК КПУ і РМ № 117 від 28.02.1968,постанова РМ УРСР № 12 від 12.01.1970 |